# Sant Martí de la Clua
Sant Martí de la Clua és una església del municipi de Bassella (Alt Urgell) protegida com a bé cultural d'interès local.

## Descripció
Església d'una nau i absis rodó. Volta de canó cintrada, en part, amb canyes. Arc triomfal i arc toral amb imposta. Absis amb finestra d'una esqueixada. Porta al mur S. finestra cruciforme. Construcció de carreus en filades.